# Censo salvadoreño de 2024
El VII Censo de Población y VI de Vivienda 2024 de El Salvador fue una enumeración de la población salvadoreña así como de sus viviendas. Fue el séptimo censo nacional de población y sexto de vivienda. Se llevó a cabo en todo el territorio de El Salvador por la Oficina Nacional de Estadísticas y Censos del Banco Central de Reserva de El Salvador entre el 2 de mayo y el 26 de junio de 2024.
La ejecución de este censo se debió hacer en 2017, ya que según legislación salvadoreña se debe realizar un censo cada 10 años, sin embargo, no se llevó a cabo y fue hasta 2024 que se pudo realizar. Un total de 17 años después del último censo. El proyecto implicó la movilización de un total de 12,000 censistas por 156 municipios, y fue el primer censo digital de El Salvador.
Los resultados preliminares del censo fueron publicados el 29 de octubre de 2024, en el cual se dio a conocer que la población de El Salvador es de 6,029,976 habitantes. Esto indica un aumento de 285,863 habitantes desde el último censo en 2007. Un incremento poblacional del 5%. Entre otros datos importantes destaca que el 52.8% de la población salvadoreña son mujeres, mientras que el 47.2% son hombres. Y la mayor concentración de población se encuentra en el rango de los 25 a 29 años de edad.
El presidente del Banco Central de Reserva, también destacó que el censo dio datos como que la tasa de natalidad en El Salvador ha disminuido y que 2.2 millones de hogares participaron en el censo. Además de que más datos que el censo arrojó serán publicados en enero y marzo de 2025, como la tasa de fecundidad, mortalidad, características económicas, migración internacional, distribución de población urbana y rural, además de los resultados totales del censo y una base de datos.

## Departamentos por población
El censo de 2024 encontró varios datos sobre la población por departamento en El Salvador. El más destacable, es que el Departamento de San Salvador sigue siendo el departamento más poblado del país, con una población de 1,563,371 habitantes. Además de que el departamento menos poblados es del Departamento de Cabañas con una población de 143,049 habitantes. 
El Departamento de La Libertad es el departamento de mayor crecimiento poblacional. Ya que a pesar de que El Salvador creció su población en un 5.0% desde el 2007, este departamento creció 15.9%, añadiendo a su población un total de 108,227 habitantes más. Mientras que el departamento que más población perdió fue el Departamento de La Unión ya que perdió al 5.8% de su población con respecto a 2007. Perdiendo un total de 13,842 habitantes.
| Puesto | Departamento | Población 2024 | Población 2007 | Cambio  | Porcentaje |
| ------ | ------------ | -------------- | -------------- | ------- | ---------- |
| 1      | San Salvador | 1 563 371      | 1 567 156      | -3 785  | -0.2%      |
| 2      | La Libertad  | 765 879        | 660 652        | 105 227 | 15.9%      |
| 3      | Santa Ana    | 552 938        | 523 655        | 29 283  | 5.6%       |
| 4      | Sonsonate    | 470 455        | 438 960        | 31 495  | 7.2%       |
| 5      | San Miguel   | 447 634        | 434 003        | 13 631  | 3.1%       |
| 6      | Ahuachapán   | 348 880        | 319 503        | 29 377  | 9.2%       |
| 7      | Usulután     | 325 494        | 344 235        | -18 741 | -5.4%      |
| 8      | La Paz       | 318 374        | 308 087        | 10 287  | 3.3%       |
| 9      | Cuscatlán    | 244 901        | 231 480        | 13 421  | 5.8%       |
| 10     | La Unión     | 224 375        | 238 217        | -13 842 | -5.8%      |
| 11     | Chalatenango | 185 930        | 192 788        | -6 858  | -3.6%      |
| 12     | Morazán      | 169 784        | 174 406        | -4 622  | -2.7%      |
| 13     | San Vicente  | 161 857        | 161 645        | 212     | 0.1%       |
| 14     | Cabañas      | 143 049        | 149 326        | -6 277  | -4.2       |
|        | El Salvador  | 6 029 976      | 5 744 113      | 285 863 | 5.0%       |

## Autoidentificación étnica
El censo poblacional de 2024 encontró que la población que se considera pertenecientes a etnias indígenas y se identifican como afrodescendientes ha aumentado significativamente desde el censo de 2007. 
Pasando de una población que declaró ser indígena en 2007 de 13 310 personas a una población de 68 148 personas en 2024. El departamento con mayor porcentaje de población indígena es el Departamento de Morazán, con 4.35% de la población identificándose como indígena. Mientras que el departamento con menor porcentaje de población indígena es el Departamento de Cabañas con solo el 0.26% de la población identificándose como tal. Además, el grupo étnico indígena más grande de El Salvador son los Pipil, siendo el 43.20% de la población indígena del país, pero entre otros grupos étnicos importantes en El Salvador se encuentran los Lenca, Cacaopera, Chortís y Poqomam. 
| Año  | Población | Porcentaje | Crecimiento | Incremento |
| ---- | --------- | ---------- | ----------- | ---------- |
| 2007 | 13 310    | 0.23%      | N/D         | N/D        |
| 2024 | 68 148    | 1.13%      | 54 838      | 412.0%     |

| Etnia           | Población | Porcentaje |
| --------------- | --------- | ---------- |
| Pipil           | 29 445    | 43.21%     |
| Lenca           | 13 888    | 20.38%     |
| No sabe         | 8 606     | 12.63%     |
| Cacaopera       | 6 255     | 9.18%      |
| Chortís         | 4 013     | 5.89%      |
| Otro            | 3 405     | 5.00%      |
| Poqomam         | 2 187     | 3.21%      |
| Xinca           | 174       | 0.26%      |
| Mangue          | 117       | 0.17%      |
| Mixe            | 39        | 0.06%      |
| Alagüilac       | 19        | 0.03%      |
| Total indígenas | 68 148    | 100.0%     |

| Puesto | Departamento | Población | Porcentaje |
| ------ | ------------ | --------- | ---------- |
| 1      | San Salvador | 18 503    | 1.18%      |
| 2      | Sonsonate    | 10 322    | 2.19%      |
| 3      | San Miguel   | 7 960     | 1.78%      |
| 4      | Morazán      | 7 382     | 4.35%      |
| 5      | La Libertad  | 7 190     | 0.94%      |
| 6      | Santa Ana    | 4 657     | 0.84%      |
| 7      | Ahuachapán   | 2 343     | 0.67%      |
| 8      | Usulután     | 2 201     | 0.68%      |
| 9      | La Unión     | 2 186     | 0.97%      |
| 10     | La Paz       | 2 062     | 0.65%      |
| 11     | Cuscatlán    | 1 043     | 0.43%      |
| 12     | San Vicente  | 1 021     | 0.63%      |
| 13     | Chalatenango | 902       | 0.49%      |
| 14     | Cabañas      | 376       | 0.26%      |
|        | El Salvador  | 68 148    | 100.00%    |

Mientras que la población que se identifica como afrosalvadoreño aumentó significativamente igual. Pasó de una población censada en 2007 de 7 441 habitantes, a 25 690 habitantes en el censo de 2024. El departamento con mayor presencia de población afrodescendiente en El Salvador por porcentaje de población es el Departamento de Morazán, con 0.50% de su población identificándose así. Mientras que el departamento de menor población afrodescendiente es el Departamento de Cabañas con un 0.30% de su población identificándose de esta manera.  
| Año  | Población | Porcentaje | Crecimiento | Incremento |
| ---- | --------- | ---------- | ----------- | ---------- |
| 2007 | 7 441     | 0.13%      | N/D         | N/D        |
| 2024 | 25 690    | 0.43%      | 18 249      | 245.2%     |

| Puesto | Departamento | Población | Porcentaje |
| ------ | ------------ | --------- | ---------- |
| 1      | San Salvador | 7 543     | 0.48%      |
| 2      | La Libertad  | 3 464     | 0.45%      |
| 3      | Santa Ana    | 2 241     | 0.41%      |
| 4      | San Miguel   | 1 927     | 0.43%      |
| 5      | Sonsonate    | 1 830     | 0.39%      |
| 6      | Ahuachapán   | 1 448     | 0.42%      |
| 7      | La Paz       | 1 342     | 0.42%      |
| 8      | Usulután     | 1 282     | 0.39%      |
| 9      | La Unión     | 1 039     | 0.46%      |
| 10     | Cuscatlán    | 919       | 0.38%      |
| 11     | Morazán      | 854       | 0.50%      |
| 12     | Chalatenango | 754       | 0.41%      |
| 13     | San Vicente  | 614       | 0.38%      |
| 14     | Cabañas      | 433       | 0.30%      |
|        | El Salvador  | 25 690    | 100.00%    |